# Volksabstimmungen in der Schweiz 1920
Dieser Artikel bietet eine Übersicht der Volksabstimmungen in der Schweiz im Jahr 1920.
In der Schweiz fanden auf Bundesebene vier Volksabstimmungen statt, im Rahmen dreier Urnengänge am 21. März, 16. Mai und 31. Oktober. Dabei handelte es sich um zwei fakultative Referenden, ein obligatorisches Referendum sowie eine Volksinitiative mit dazu gehörendem Gegenentwurf.

## Abstimmungen am 21. März 1920

### Ergebnisse
| Nr. | Vorlage                                                                                  | Art | Stimm- berechtigte | Abgegebene Stimmen | Beteiligung | Gültige Stimmen | Ja      | Nein    | Ja-Anteil | Nein-Anteil | Stände | Ergebnis |
| --- | ---------------------------------------------------------------------------------------- | --- | ------------------ | ------------------ | ----------- | --------------- | ------- | ------- | --------- | ----------- | ------ | -------- |
| 81  | Bundesgesetz betreffend die Ordnung des Arbeitsverhältnisses                             | FR  | 957'983            | 577'244            | 60,29 %     | 510'856         | 254'455 | 256'401 | 49,81 %   | 50,19 %     | –      | nein     |
| 82  | Bundesbeschluss über die Volksinitiative «für ein Verbot der Errichtung von Spielbanken» | VI  | 957'389            | 576'656            | 60,23 %     | 499'143         | 276'021 | 223'122 | 55,30 %   | 44,70 %     | 14:8   | ja       |
| 82  | Gegenentwurf «für ein Verbot der Errichtung von Spielbanken»                             | GE  | 957'389            | 576'656            | 60,23 %     | 467'567         | 122'240 | 345'327 | 26,14 %   | 73,86 %     | ½:21½  | nein     |

### Ordnung des Arbeitsverhältnisses

Abstimmungsplakat von Carl Scherer

Unter dem Eindruck des Landesstreiks von November 1918 schlug der Bundesrat im April 1919 verschiedene Massnahmen vor, um Arbeitskonflikte in geordnete Bahnen zu lenken. Zum Schutz der nicht gewerkschaftlich organisierten Arbeiter und zur Verbesserung der statistischen Grundlagen sollten ein eidgenössisches Arbeitsamt und paritätische Gremien zur Festlegung von Mindestlöhnen geschaffen werden sowie Gesamtarbeitsverträge für allgemeinverbindlich erklärt werden können. Das Parlament nahm einige formelle Änderungen vor und stimmte dem «Bundesgesetz über die Ordnung des Arbeitsverhältnisses» deutlich zu. Dagegen ergriff die Handelskammer des Kantons Waadt das Referendum; von dort stammte rund die Hälfte aller Unterschriften. Die Gegner kritisierten, das Gesetz sei antiföderalistisch, erzeuge eine kostspielige Bürokratie und gefährde die Konkurrenzfähigkeit der Industrie. Im Gegensatz dazu bezeichneten die Befürworter das Gesetz als wichtigen Beitrag zum sozialen Frieden auch in Zeiten harter Konflikte zwischen Arbeitgebern und Arbeitnehmern. Äusserst knapp verwarfen die Stimmberechtigten das Gesetz, mit knapp 2'000 Stimmen Unterschied.

### Verbot der Errichtung von Spielbanken
Die Bundesverfassung von 1874 untersagte die Errichtung neuer Spielbanken und verfügte die Schliessung bestehender Einrichtungen. Zu einem gesetzlichen Schlupfloch beim Vollzug des Artikels entwickelten sich ab den 1880er Jahren insbesondere die Geldspiele, die in den Kursälen von Tourismusorten als Ergänzung zu anderen Angeboten durchgeführt wurden. Ein vollständiges Verbot von Geldspielen in Kursälen kam für den Bundesrat aber nicht in Frage. Liberale und Freisinnige vor allem aus der Romandie reichten 1914 eine Volksinitiative ein, die jegliches gewerbliche Glücksspiel ausschloss und die Schliessung aller bestehenden Betriebe innerhalb von fünf Jahren verlangte. Dem Bundesrat ging dies zu weit, worauf das Parlament einen Gegenentwurf beschloss. Trotz des angestrebten Kompromisses zogen die Initianten ihr Begehren nicht zurück. Die SP und der Grütliverein traten für die Initiative ein, während die FDP und die KVP in der Frage gespalten waren und Stimmfreigabe beschlossen. Zu den prominenten Gegnern der Initiative gehörte Literaturnobelpreisträger Carl Spitteler: Er meinte, das Verbot bringe das Glücksspiel nicht zum Verschwinden, sondern dränge es in die Illegalität ab, wo es viel grösseren Schaden anrichten werde. Interessenvertreter des Tourismus hielten die Einnahmen aus dem Glücksspiel für notwendig, um weitere Kultur- und Freizeitangebote der Fremdenverkehrsorte zu finanzieren. Auf der anderen Seite äusserten die Befürworter der Initiative vor allem moralische Bedenken. Die Initiative wurde mit Volks- und Ständemehr angenommen, wobei der Widerstand vor allem in den Kantonen der Zentralschweiz ausgeprägt war.

### Gegenentwurf zum Spielbankenverbot
Erstmals überhaupt hatten die Stimmberechtigten die Möglichkeit, zwischen einer Volksinitiative und einem Gegenentwurf zu wählen (beides anzunehmen war wegen des damaligen Verbots des «Doppel-Ja» nicht möglich). Der Gegenvorschlag wollte Glücksspiele zulassen, «die der Unterhaltung oder gemeinnützigen Zwecken dienen, wenn sie unter den vom öffentlichen Wohl gebotenen Beschränkungen betrieben werden». Den Kantonen stand es aber frei, auch solche Glücksspiele zu verbieten. Der Gegenentwurf blieb chancenlos, nur im Kanton Nidwalden fand er eine hauchdünne Mehrheit. Die Kantone waren erstmals mit der Situation konfrontiert, dass gleichzeitig über eine Initiative und einen Gegenentwurf abgestimmt wurde, weshalb sie nicht alle gleich zählten. Verschiedene Nachzählungen zogen sich über ein Jahr lang hin, was wiederum eine Auseinandersetzung darüber auslöste, ab welchem Datum das beschlossene Verbot gelte. Die Parlamentskammern waren sich uneinig, weshalb der Bundesrat das Datum der Volksabstimmung als Grundlage festlegte. Somit mussten die Kursäle den Spielbetrieb am 31. März 1925 einstellen.

## Abstimmung am 16. Mai 1920

### Ergebnis
| Nr. | Vorlage                                                            | Art | Stimm- berechtigte | Abgegebene Stimmen | Beteiligung | Gültige Stimmen | Ja      | Nein    | Ja-Anteil | Nein-Anteil | Stände  | Ergebnis |
| --- | ------------------------------------------------------------------ | --- | ------------------ | ------------------ | ----------- | --------------- | ------- | ------- | --------- | ----------- | ------- | -------- |
| 83  | Bundesbeschluss betreffend den Beitritt der Schweiz zum Völkerbund | OR  | 968'327            | 750'159            | 77,47 %     | 740'589         | 416'870 | 323'719 | 56,29 %   | 43,71 %     | 11½:10½ | ja       |

### Beitritt der Schweiz zum Völkerbund
Nach der Gründung des Völkerbunds im Jahr 1919 setzte sich der Bundesrat für einen Beitritt der Schweiz zu dieser internationalen Organisation ein. Im Mittelpunkt der kontrovers geführten Debatte stand die Frage, inwiefern die Schweiz vom Völkerbund beschlossene Sanktionen mitzutragen habe. Der Bundesrat sprach sich für ein differenziertes Neutralitätsverständnis aus: Die Schweiz sollte sich an wirtschaftlichen Sanktionen beteiligen, jedoch nicht an militärischen. Im Grundsatz stimmte das Parlament dem Beitritt zu, machte dies aber aus Sorge um die Neutralität vom Beitritt der Vereinigten Staaten abhängig. Dieses Vorgehen führte schliesslich zur «Londoner Erklärung». Diese hielt fest, dass die Neutralität zwar nicht mit dem Solidaritätsgedanken des Völkerbunds vereinbar sei, doch sie akzeptierte die Neutralität der Schweiz als völkerrechtlichen Sonderfall. Obwohl nicht von der Bundesverfassung vorgeschrieben, wurde die Beitrittsfrage einer Volksabstimmung unterstellt. Der Abstimmungskampf verlief intensiv, wobei die gegnerische Seite nicht geeint auftrat. Während die SP den Völkerbund als «Instrument der kapitalistischen Regierungen zur Unterdrückung der Schwachen und Besiegten» betrachtete, war die konservative Gegnerschaft von Misstrauen gegenüber fremden Mächten geprägt. Die Befürworter argumentierten friedenspolitisch und betonten, der Völkerbund trage zur Versöhnung bei und sei die einzige Möglichkeit, das verheerende Wettrüsten zu stoppen und den Frieden dauerhaft zu sichern. Bei einer aussergewöhnlich hohen Stimmbeteiligung resultierte eine Zustimmung von 57 Prozent, wobei das Ständemehr nur knapp zustande kam.

Abstimmungsplakat von Hans Beat Wieland
Abstimmungsplakat von Emil Cardinaux

## Abstimmung am 31. Oktober 1920

### Ergebnis
| Nr. | Vorlage                                                                                             | Art | Stimm- berechtigte | Abgegebene Stimmen | Beteiligung | Gültige Stimmen | Ja      | Nein    | Ja-Anteil | Nein-Anteil | Stände | Ergebnis |
| --- | --------------------------------------------------------------------------------------------------- | --- | ------------------ | ------------------ | ----------- | --------------- | ------- | ------- | --------- | ----------- | ------ | -------- |
| 84  | Bundesgesetz betreffend die Arbeitszeit beim Betriebe der Eisenbahnen und anderer Verkehrsanstalten | FR  | 964'587            | 656'913            | 68,09 %     | 646'808         | 369'466 | 277'342 | 57,12 %   | 42,88 %     | –      | ja       |

### Arbeitszeit bei den Eisenbahnen
Für Arbeitnehmer der Eisenbahnen legte der Bund im Jahr 1890 eine maximale Arbeitszeit von zwölf Stunden pro Tag fest, 1902 reduzierte er diese auf elf Stunden. Da die zulässige Arbeitszeit in Fabriken bis 1919 auf 48 Stunden in der Woche sank, forderten die Arbeitnehmer der öffentlichen Verkehrsbetriebe die Gleichbehandlung. Der Bundesrat war im Prinzip einverstanden, schlug aber eine flexible Arbeitszeit von durchschnittlich acht Stunden pro Tag vor. Im Oktober 1920 nahm das Parlament den entsprechenden Gesetzesentwurf fast einstimmig an. Dem Gesetz unterstellt sein sollten die SBB, die PTT und alle vom Bund konzessionierten Transportunternehmen. Dagegen ergriff ein fast anonym auftretendes Komitee das Referendum. Es wehrte sich grundsätzlich gegen «einen ungesunden Zeitgeist, der die Segnungen der Arbeit nicht mehr anerkennen und nur in einer fortgesetzten Verminderung der Arbeitszeit und des Arbeitsmasses das Heil der Menschen erblicken möchte». Ferner behaupteten die Gegner, eine Arbeitszeitreduktion bewirke eine Verteuerung der Transportkosten, die für Landwirtschaft und Gewerbe nicht verkraftbar sei. Zu den Befürwortern gehörten alle grossen Parteien. Sie betonten, mit dem Gesetz würden lediglich die Arbeitnehmer der Verkehrsbetriebe mit den Fabrikarbeitern gleichgestellt. Die flexible Arbeitszeit berücksichtige ausserdem den unterschiedlichen Dienstbedingungen des Verkehrspersonals. Die Stimmberechtigten nahmen das Gesetz relativ deutlich an.